# سام هيوز
سام هيوز (بالإنجليزية: Sam Hughes)‏ هو سياسي كندي، ولد في 8 يناير 1853 في كلارينغتون في كندا، وتوفي في 24 أغسطس 1921 في كندا. حزبياً، نشط في Unionist Party (Canada) ‏. وقد انتخب عضو مجلس العموم الكندي عن دائرة Victoria (Ontario electoral district) ‏ (3 نوفمبر 1904 – 24 أغسطس 1921) وانتخب عضو مجلس العموم الكندي عن دائرة Victoria North (federal electoral district) ‏ (11 فبراير 1892 – 2 نوفمبر 1904) وانتخب Minister of Militia and Defence ‏.

## روابط خارجية
- سام هيوز على موقع الموسوعة البريطانية (الإنجليزية)